# 横趾山岛
28°01′20″N 121°09′10″E / 28.0222°N 121.1529°E
横趾山岛，又称横趾岛，是中华人民共和国浙江省玉环市大麦屿街道管辖的一个岛屿。

## 沿革
横址山岛是台州市也是玉环市的最南端，面积约0.80平方公里。岛上几乎全部由花岗岩组成，岩体西侧为红色钾长花岗岩，占面积的三分之一，东部为浅棕色和灰白色花岗岩，均属细晶花岗结构。